# Pseudocoris bleekeri
Pseudocoris bleekeri е вид бодлоперка от семейство Зеленушкови. Видът не е застрашен от изчезване.

## Разпространение и местообитание
Разпространен е в Индонезия, Малайзия, Нова Каледония, Провинции в КНР, Тайван, Филипини и Япония.
Обитава крайбрежията и пясъчните дъна на морета и рифове. Среща се на дълбочина от 10 до 30 m.

## Описание
На дължина достигат до 15 cm.